# Dara-Anastasiupolis
Koordinaten: 37° 10′ 45″ N, 40° 57′ 5″ O
Dara-Anastasiupolis (Δαραί; ’Aναστασιούπολις) war eine wichtige spätantike oströmische Festungsstadt in Nordmesopotamien zwischen Nisibis und Mardin; heute befindet sich an ihrer Stelle das kleine Dorf Dara (offiziell umbenannt in Oğuz) (Türkei).
Der wohl ältere Ort Dara(s) wurde 505 von Kaiser Anastasius neu gegründet bzw. stark ausgebaut, daher der Name Anastasiupolis. Das Projekt war eine wichtige Folge des 502 ausgebrochenen Perserkrieges, es sollte die strategische Situation der Römer verbessern, nachdem man festgestellt hatte, wie verwundbar die römische Position in Nordmesopotamien war. In Dara sollten daher nun starke Truppenverbände stationiert werden, die im Falle einer persischen Offensive lange Widerstand leisten bzw. dem Feind in den Rücken fallen sollten; zugleich konnte Dara auch als Ausgangspunkt für römische Offensiven dienen. Die persischen Sassaniden verfügten mit der Festungsstadt Nisibis auf der anderen Seite der Grenze bereits über einen solchen Stützpunkt. 
Die Arbeiten wurden unter großem Zeitdruck ausgeführt, um die Sassaniden vor vollendete Tatsachen zu stellen: Als man Ende 506 einen Waffenstillstand schloss, war Dara schon verteidigungsbereit. Wegen der erwähnten Eile zeigten sich aber nach einigen Jahren schwere Baumängel, daher musste die Festung aufwendig renoviert werden, war darum 530 besonders verwundbar und Schauplatz der großen Schlacht bei Dara, in welcher der kaiserliche General Belisar die sassanidischen Perser schlagen konnte. Da Dara zu dieser Zeit offenbar eine riesige Baustelle war, vertrauten die Römer dabei nicht auf die Festungsmauern, sondern stellten sich vor der Stadt zur Feldschlacht.
Nach Prokop (De Aedificiis 2, 1–3) ließ Kaiser Justinian anschließend die Bauten in der Stadt sowie vor allem die Mauern ausbauen; er gab der Festungsstadt den Namen Iustiniana Nova, der sich aber nicht durchsetzte. Die beiden Ausbaustufen (Anastasius und Justinian) sind an den heute erhaltenen Festungsanlagen noch gut erkennbar. Dicht vor den Stadtmauern wurde zum Hochwasserschutz der Dara-Staudamm errichtet, eine der ältesten bekannten Bogenstaumauern. Laut Marcellinus Comes lag Dara nur 15 römische Meilen westlich von Nisibis (Marc. com. ad ann. 518); diese wichtige Stadt gehörte damals zu Persien und wurde durch die oströmische Festung und die dort stationierten Truppen permanent bedroht. Umgekehrt sollte Dara das römische Gebiet vor der starken persischen Garnison, die in Nisibis stationiert war, schützen.
Da die Römer mit dem Bau der Festung, die zunächst das Hauptquartier des dux Mesopotamiae war, gegen jahrzehntealte vertragliche Abmachungen mit den Sassaniden verstoßen hatten, die die Errichtung neuer Befestigungen in Grenznähe untersagten, war Dara immer wieder Anlass für diplomatische Auseinandersetzungen zwischen den beiden Großmächten. Im Ewigen Frieden von 532 verzichtete der Perserkönig Chosrau I. zwar auf die Forderung, die Festung zu schleifen, doch dafür musste Justinian den dux Mesopotamiae und einen erheblichen Teil der comitatenses aus der Stadt abziehen. Auch in der Folgezeit waren die Römer um die Sicherheit von Dara besorgt, wo es zudem 537 zur gescheiterten Usurpation des Johannes Cottistis kam; so legte das diplomatische Protokoll fest, dass sassanidische Emissäre die Festung nur ohne ihre militärische Eskorte betreten dürften (Const. Porph. Caerem. 1,89), da man sonst einen Handstreich fürchtete. Die Stadt, welche eine Schlüsselstellung in der oströmischen Orientverteidigung innehatte, wurde nach 573 mehrmals von den Persern belagert, eingenommen und wieder zurückerobert, um schließlich 639 endgültig von den Arabern erobert zu werden und ihre Bedeutung angesichts der radikal veränderten Umstände rasch vollständig zu verlieren.

## Galerie

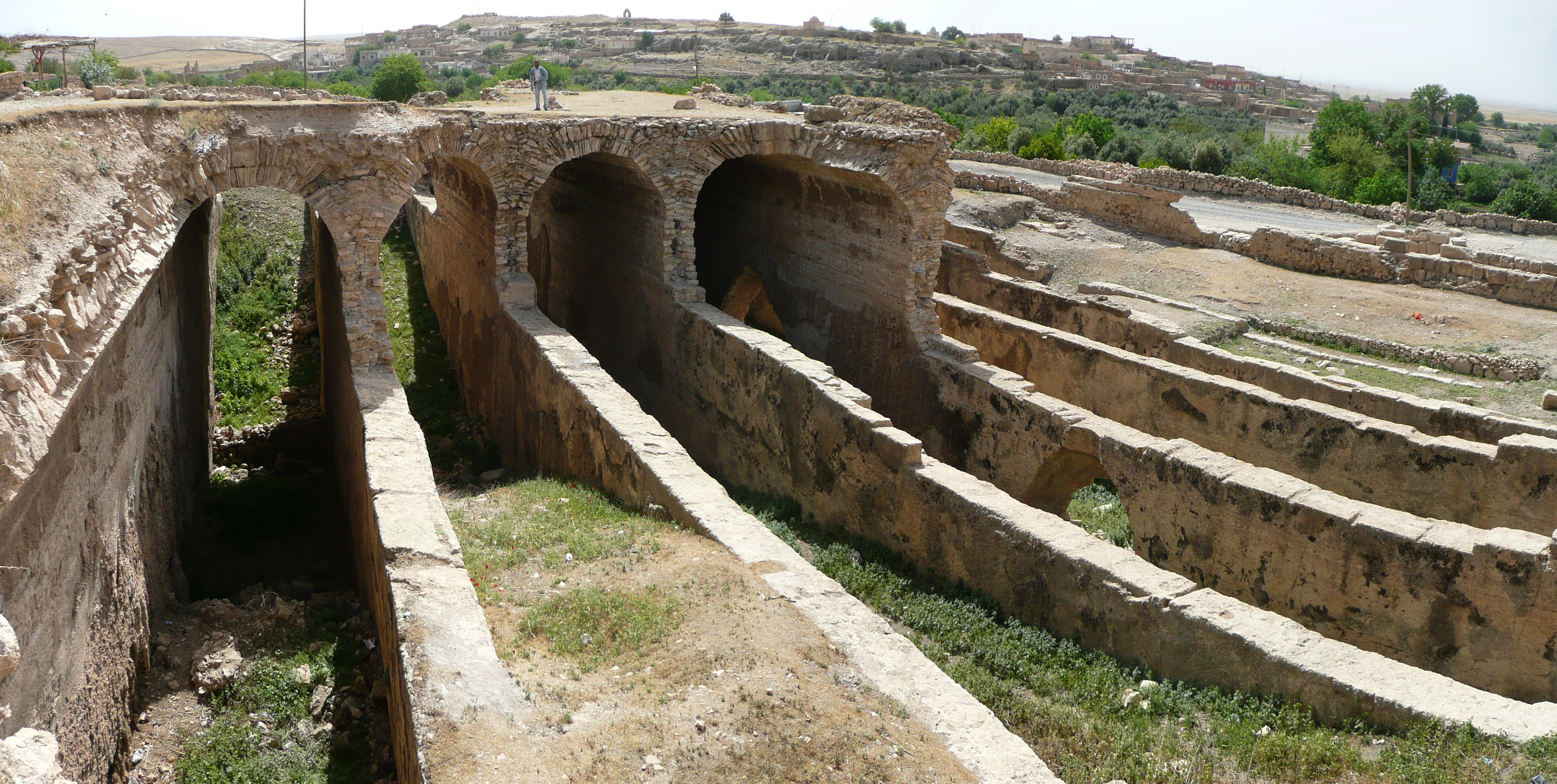
Dara (spätantike Zisternen)
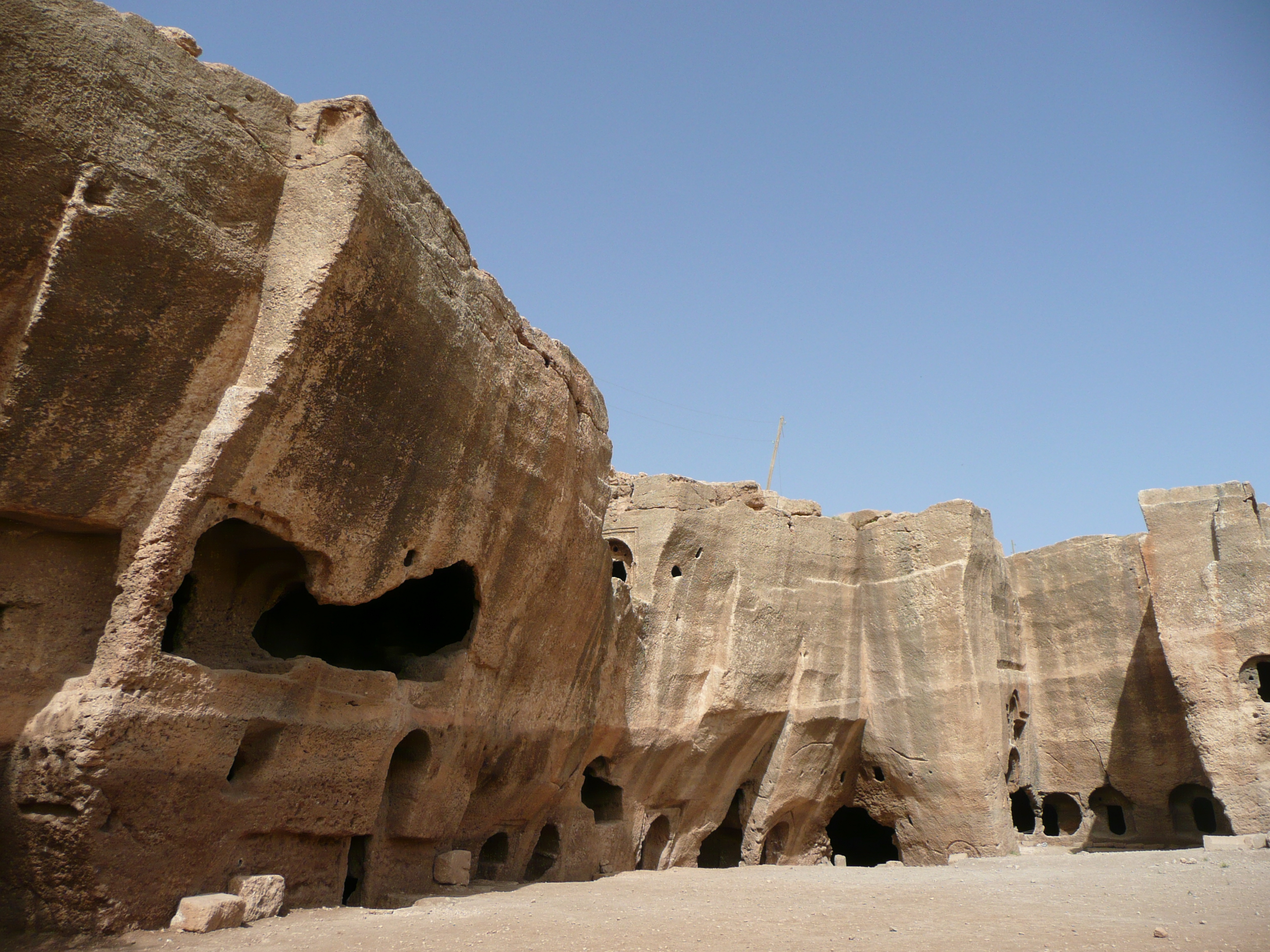
Felsgräber bei Dara
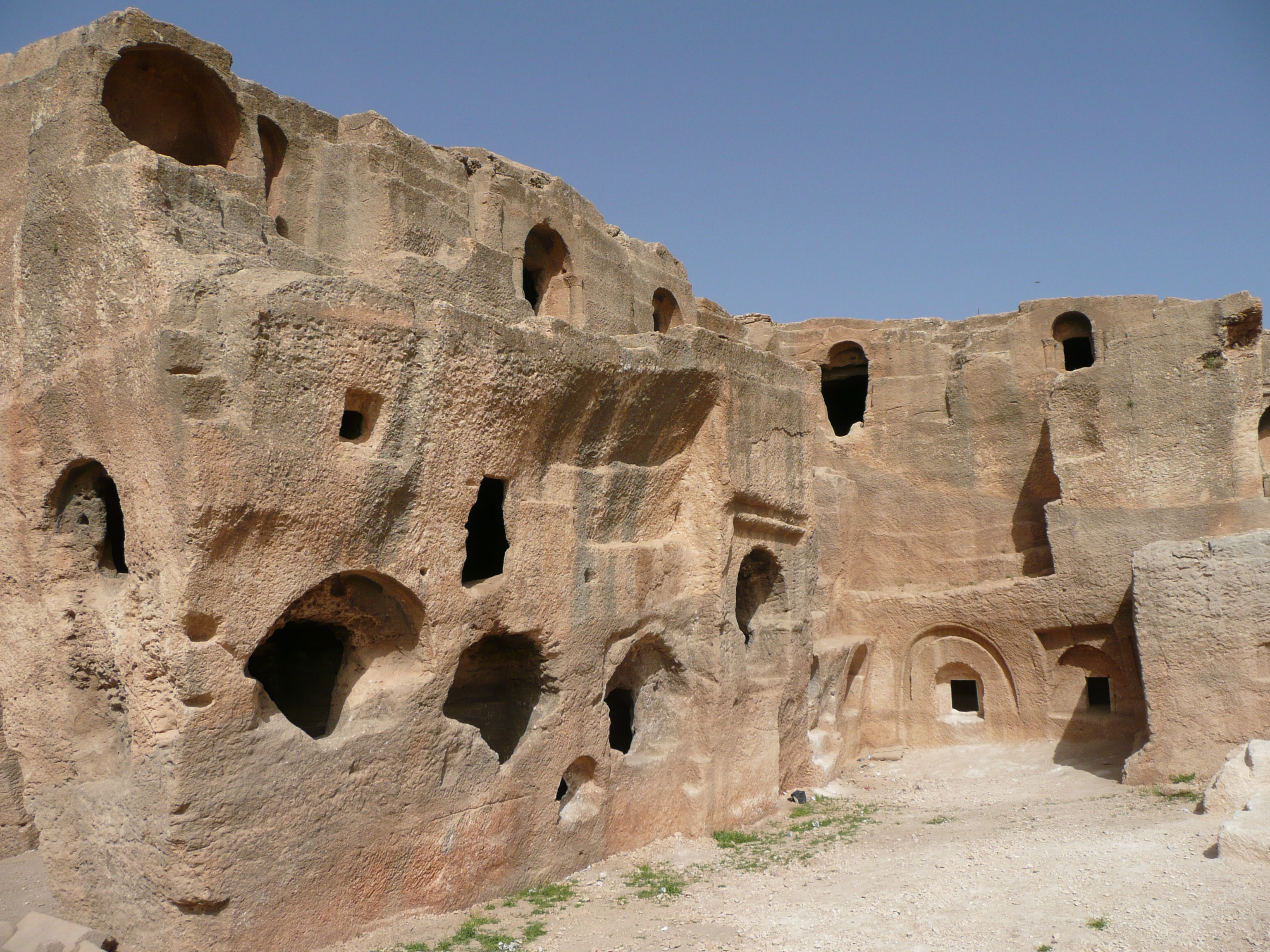
Die Nekropole von Dara
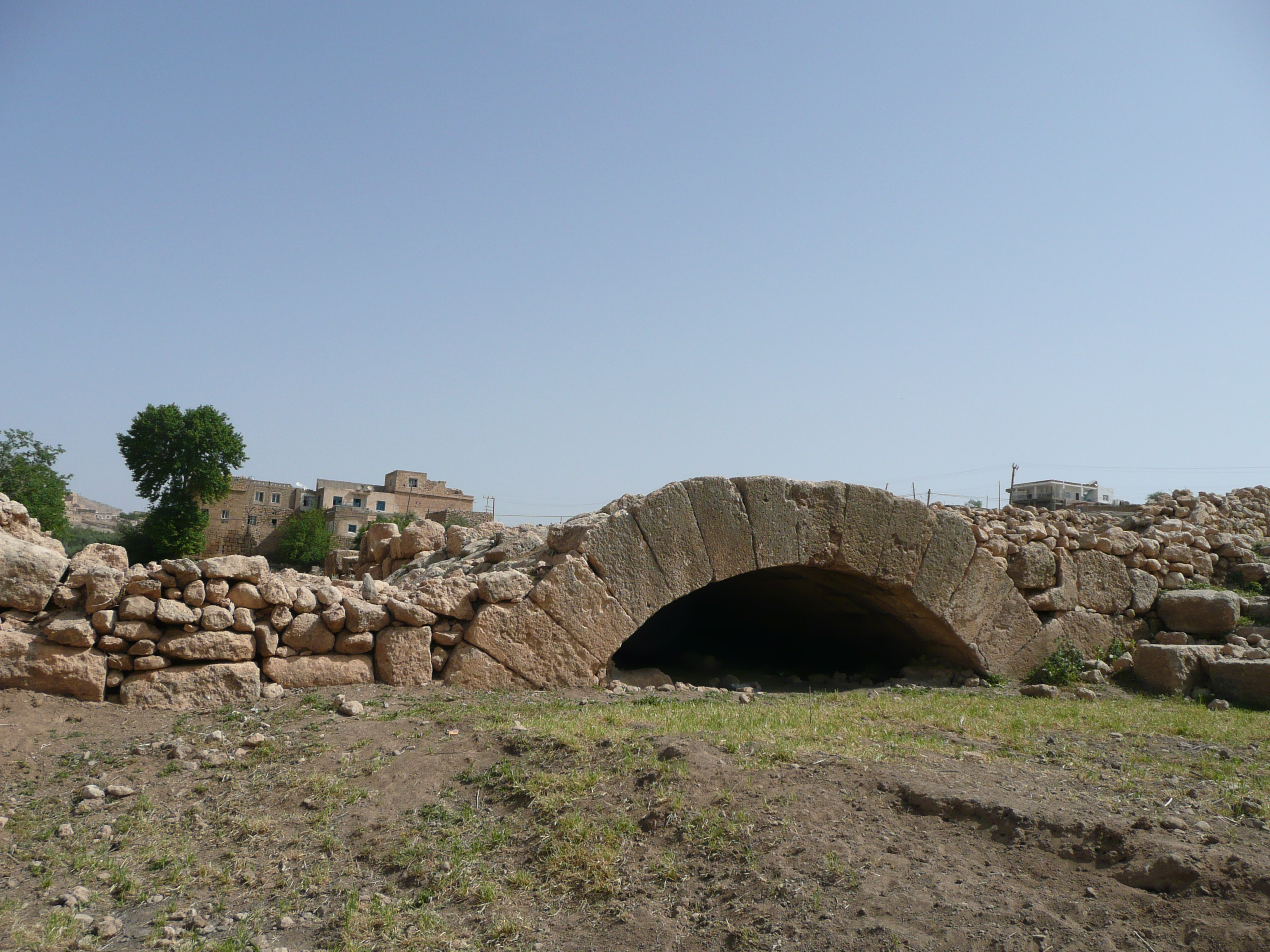
Römische Brücke nahe Dara
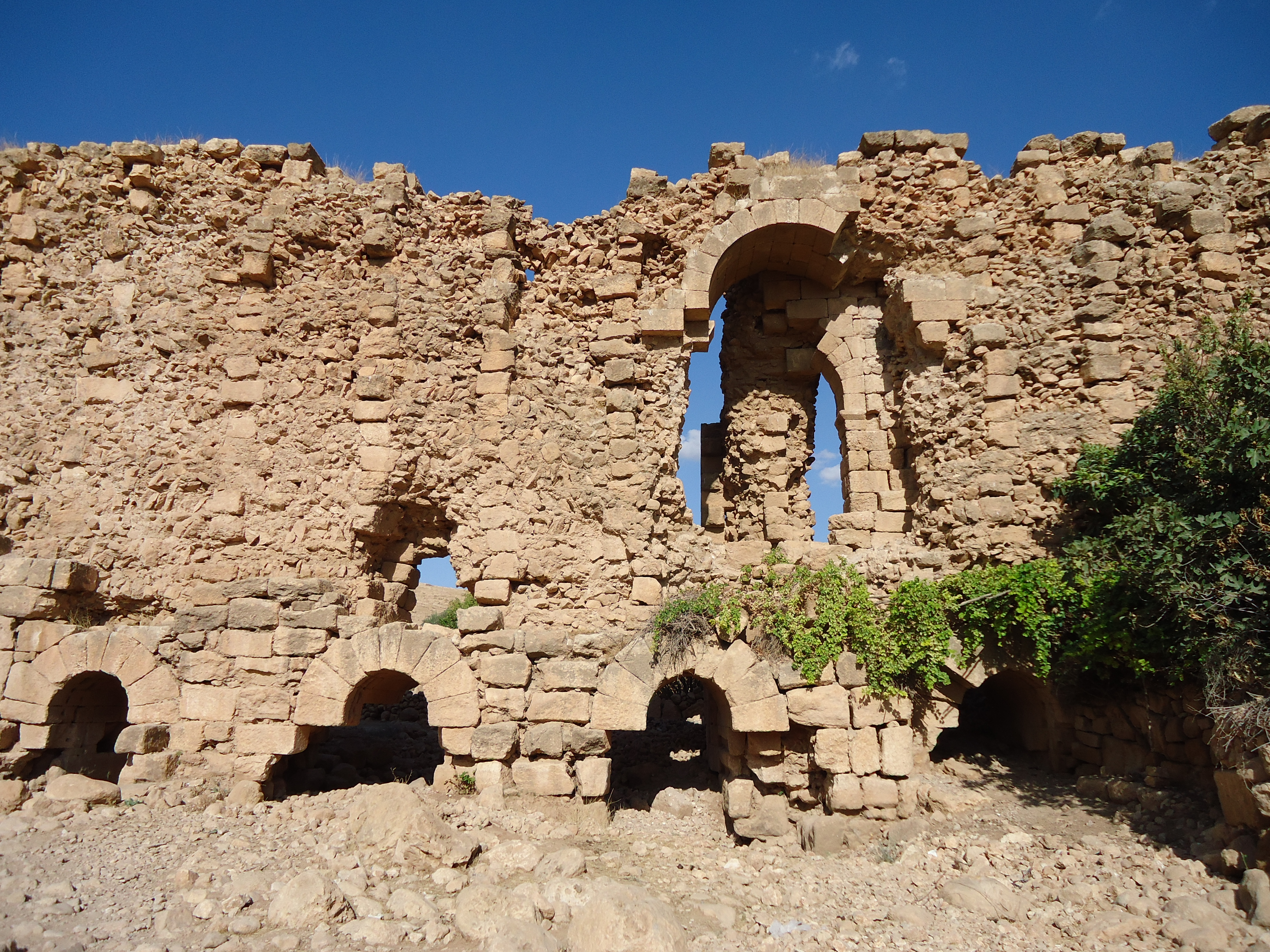
Die justinianische Stadtmauer mit Durchlässen für den Fluss